# إقليم ياش
إقليم ياش يقع في رومانيا والتابع لمنطقة مولدوفا.

## السكان
اعتبارا من 1 يوليو 2007، بلغ عدد سكان الإقليم 825100، مما يجعلها ثاني أكبر مقاطعة من حيث عدد السكان في رومانيا بعد بوخارست، مع الكثافة السكانية من 149,2 نسمة/كم مربع.
وقد تضاعف عدد سكان إقليم ياش تقريبًا خلال السنوات الستين الماضية.
| السنة | عدد السكان |
| ----- | ---------- |
| 1948  | 431,586    |
| 1956  | 516,635    |
| 1966  | 619,027    |
| 1977  | 729,243    |
| 1992  | 811,342    |
| 2002  | 816,910    |

## الجغرافيا

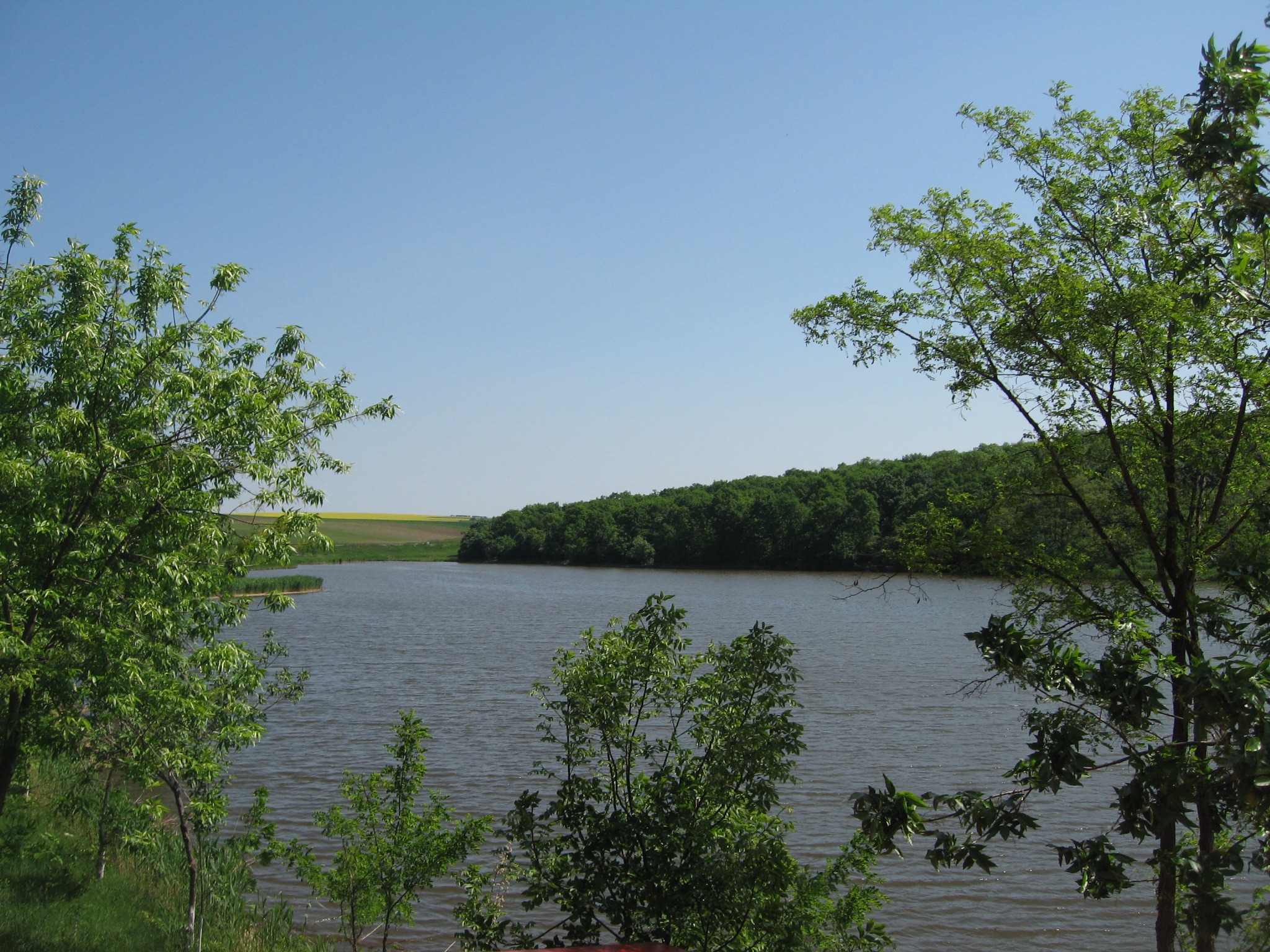
منطقة البحيرات الثلاث

يقع إقليم ياش على نهر سيرت ونهر بروت وباهلوي أيضًا. ونهر بروت الذي يعبر مدينة ياش.

### الجوار
- لمنطقة مولدوفا إلى الشرق - مقاطعة ونغيني.
- إقليم نيامتس شرقًا.
- إقليم بوتوشان وإقليم سوتشيافا إلى الشمال الغربي.
- إقليم فاسلوي جنوبًا.
- إقليم باكاو إلى الغرب.

## التقسيمات الإدارية
يوجد في إقليم ياش مجلسان بلدية و 3 بلدات و93 قرية.
البلديات:
1. ياش - السكان: 320,888 (إحصائيات 2002).
2. باشكان - السكان: 42,172 (إحصائيات 2002).

البلدات:
1. هيرلو.
2. بودو يلوايه
3. ترغو فروموس.

القرى:

## السياحة

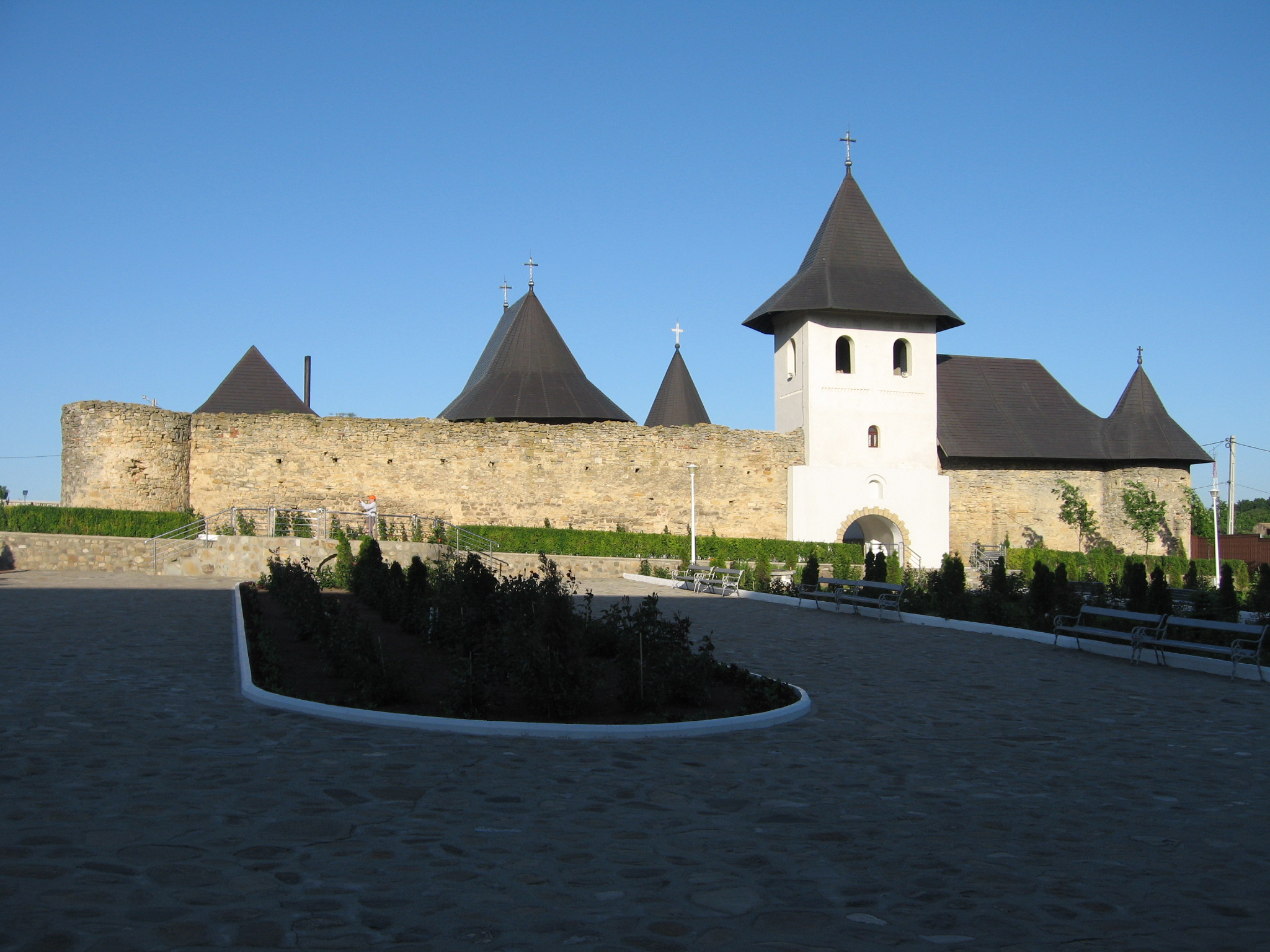
دير هاديمبو

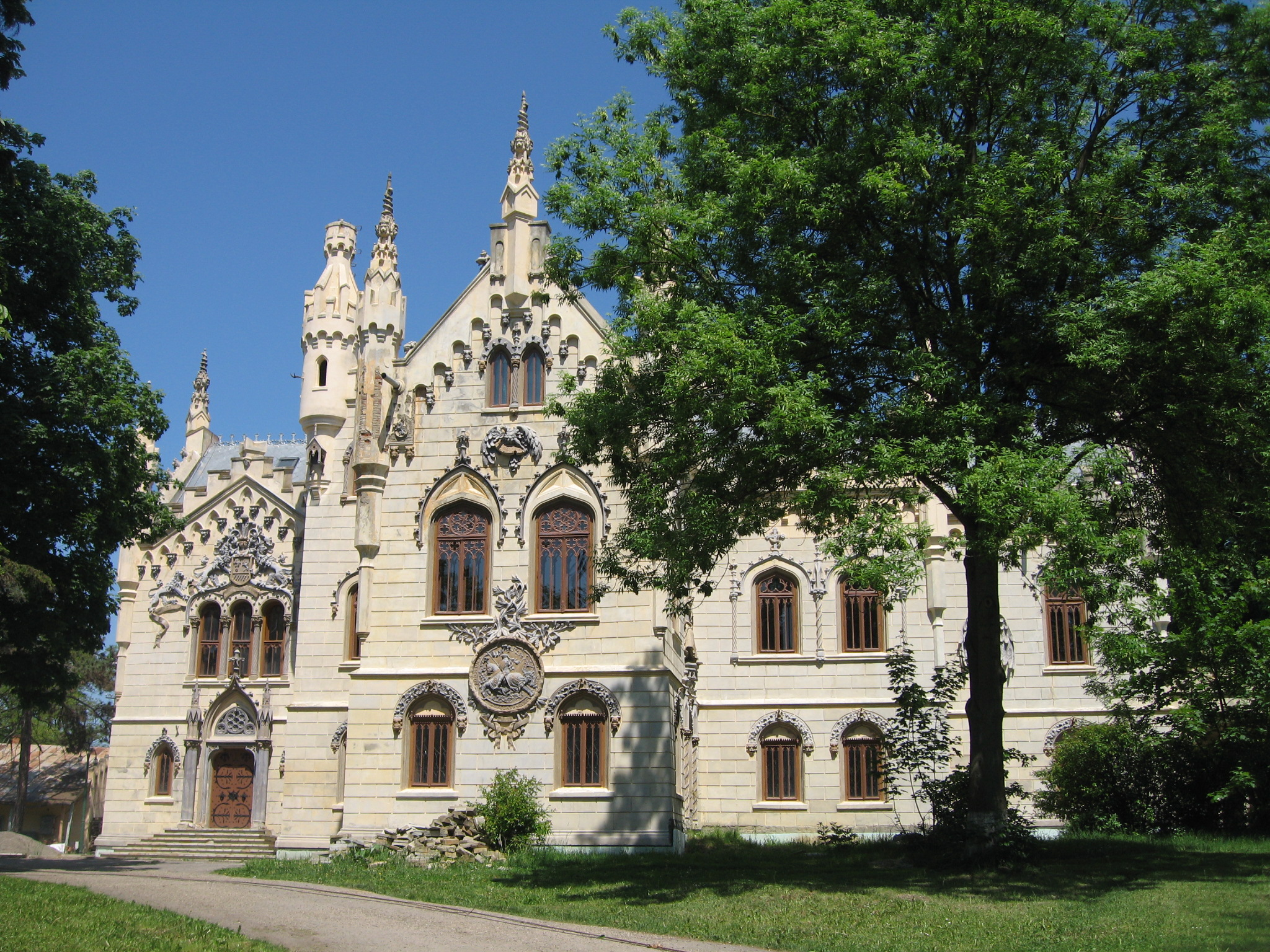
قصر ستوردزا بوتيا, ياش

تعتبر مدينة ياش التابعة لإقليم ياش مدينة سياحة ثقافية مهمة تجذب السياح من جمهورية مولدوفا ومن غرب أوروبا.